# Halowe Mistrzostwa Świata w Lekkoatletyce 1995 – bieg na 200 m mężczyzn
Bieg na 200 m mężczyzn – jedna z konkurencji rozgrywanych podczas halowych mistrzostw świata w lekkoatletyce w 1995. Eliminacje oraz półfinały zostały rozegrane 10 marca, finał zaś odbył się 11 marca.
Udział w tej konkurencji brało 31 zawodników z 26 państw. Zawody wygrał reprezentant Norwegii Geir Moen. Drugą pozycję zajął zawodnik z Bermudów Troy Douglas, trzecią zaś reprezentujący Chile Sebastián Keitel.

## Wyniki

### Eliminacje
Bieg 1
| Miejsce | Zawodnik         | Państwo      | Wynik | Uwagi |
| ------- | ---------------- | ------------ | ----- | ----- |
| 1.      | Niklas Eriksson  | Szwecja      | 21,04 |       |
| 2.      | Sierhij Osowicz  | Ukraina      | 21,11 |       |
| 3.      | Sebastián Keitel | Chile        | 21,24 |       |
| 4.      | Kōji Itō         | Japonia      | 21,55 |       |
| –       | Haroun Korjie    | Sierra Leone | DNS   |       |

Bieg 2
| Miejsce | Zawodnik          | Państwo           | Wynik | Uwagi |
| ------- | ----------------- | ----------------- | ----- | ----- |
| 1.      | Solomon Wariso    | Wielka Brytania   | 21,39 |       |
| 2.      | Rod Tolbert       | Stany Zjednoczone | 21,57 |       |
| 3.      | Francisco Navarro | Hiszpania         | 21,61 |       |
| 4.      | Angelo Cipolloni  | Włochy            | 21,92 |       |
| 5.      | Bülent Eren       | Sierra Leone      | 22,15 |       |
| 6.      | Marco Belizaire   | Panama            | 22,45 |       |

Bieg 3
| Miejsce | Zawodnik         | Państwo                              | Wynik | Uwagi |
| ------- | ---------------- | ------------------------------------ | ----- | ----- |
| 1.      | Donovan Bailey   | Kanada                               | 21,33 |       |
| 2.      | Tomas Smbokos    | Grecja                               | 21,45 |       |
| 3.      | Steve Brimacombe | Australia                            | 21,73 |       |
| 4.      | Keith Smith      | Wyspy Dziewicze Stanów Zjednoczonych | 21,81 |       |
| 5.      | Valentin Ngogbo  | Republika Środkowoafrykańska         | 22,15 |       |

Bieg 4
| Miejsce | Zawodnik        | Państwo           | Wynik | Uwagi |
| ------- | --------------- | ----------------- | ----- | ----- |
| 1.      | Marc Foucan     | Francja           | 21,35 |       |
| 2.      | Daniel Cojocaru | Rumunia           | 21,47 |       |
| 3.      | Jordi Mayoral   | Hiszpania         | 21,54 |       |
| 4.      | Sergi Vidal     | Andora            | 24,45 |       |
| –       | Tod Long        | Stany Zjednoczone | DSQ   |       |

Bieg 5
| Miejsce | Zawodnik          | Państwo         | Wynik | Uwagi |
| ------- | ----------------- | --------------- | ----- | ----- |
| 1.      | Torbjörn Eriksson | Szwecja         | 21,21 |       |
| 2.      | John Regis        | Wielka Brytania | 21,21 |       |
| 3.      | Erik Wijmeersch   | Belgia          | 21,48 |       |
| 4.      | Miguel Janssen    | Aruba           | 21,90 |       |
| 5.      | Menelik Lawson    | Togo            | 21,96 |       |

Bieg 6
| Miejsce | Zawodnik               | Państwo    | Wynik | Uwagi |
| ------- | ---------------------- | ---------- | ----- | ----- |
| 1.      | Geir Moen              | Norwegia   | 21,04 |       |
| 2.      | Troy Douglas           | Bermudy    | 21,27 |       |
| 3.      | Jeorjos Panajiotopulos | Grecja     | 21,43 |       |
| 4.      | Brahim Abdoulaye       | Czad       | 22,10 |       |
| 5.      | Mohamed Ould Brahim    | Mauretania | 23,94 |       |

### Półfinały
Bieg 1
| Miejsce | Zawodnik               | Państwo         | Wynik | Uwagi |
| ------- | ---------------------- | --------------- | ----- | ----- |
| 1.      | Geir Moen              | Norwegia        | 20,59 |       |
| 2.      | John Regis             | Wielka Brytania | 20,94 |       |
| 3.      | Marc Foucan            | Francja         | 21,17 |       |
| 4.      | Francisco Navarro      | Hiszpania       | 21,64 |       |
| 5.      | Daniel Cojocaru        | Rumunia         | 21,74 |       |
| 6.      | Jeorjos Panajiotopulos | Grecja          | 21,95 |       |

Bieg 2
| Miejsce | Zawodnik          | Państwo   | Wynik | Uwagi |
| ------- | ----------------- | --------- | ----- | ----- |
| 1.      | Troy Douglas      | Bermudy   | 20,93 |       |
| 2.      | Donovan Bailey    | Kanada    | 21,06 |       |
| 3.      | Torbjörn Eriksson | Szwecja   | 21,06 |       |
| 4.      | Tomas Sbokos      | Grecja    | 21,32 |       |
| 5.      | Erik Wijmeersch   | Belgia    | 21,94 |       |
| 6.      | Jordi Mayoral     | Hiszpania | 22,06 |       |

Bieg 3
| Miejsce | Zawodnik         | Państwo           | Wynik | Uwagi |
| ------- | ---------------- | ----------------- | ----- | ----- |
| 1.      | Sebastián Keitel | Chile             | 21,07 |       |
| 2.      | Serhij Osowycz   | Ukraina           | 21,13 |       |
| 3.      | Niklas Eriksson  | Szwecja           | 21,15 |       |
| 4.      | Rod Tolbert      | Stany Zjednoczone | 21,72 |       |
| 5.      | Kōji Itō         | Japonia           | 21,77 |       |
| –       | Solomon Wariso   | Wielka Brytania   | DNF   |       |

### Finał
| Miejsce | Zawodnik         | Państwo         | Wynik | Uwagi |
| ------- | ---------------- | --------------- | ----- | ----- |
| 01 !    | Geir Moen        | Norwegia        | 20,58 |       |
| 02 !    | Troy Douglas     | Bermudy         | 20,94 |       |
| 03 !    | Sebastián Keitel | Chile           | 20,98 |       |
| 4.      | Donovan Bailey   | Kanada          | 21,08 |       |
| –       | Serhij Osowycz   | Ukraina         | DNS   |       |
| –       | John Regis       | Wielka Brytania | DNS   |       |